# Farmàcia Viscasillas
La Farmàcia Viscasillas és una obra amb elements eclèctics i noucentistes de Valls (Alt Camp) inclosa a l'Inventari del Patrimoni Arquitectònic de Catalunya.

## Descripció
Edifici que fa cantonada amb el carrer Forn Nou.
Hi ha quatre plantes. Des del punt de vista patrimonial interessa el local comercial de la planta baixa, que és una farmàcia.

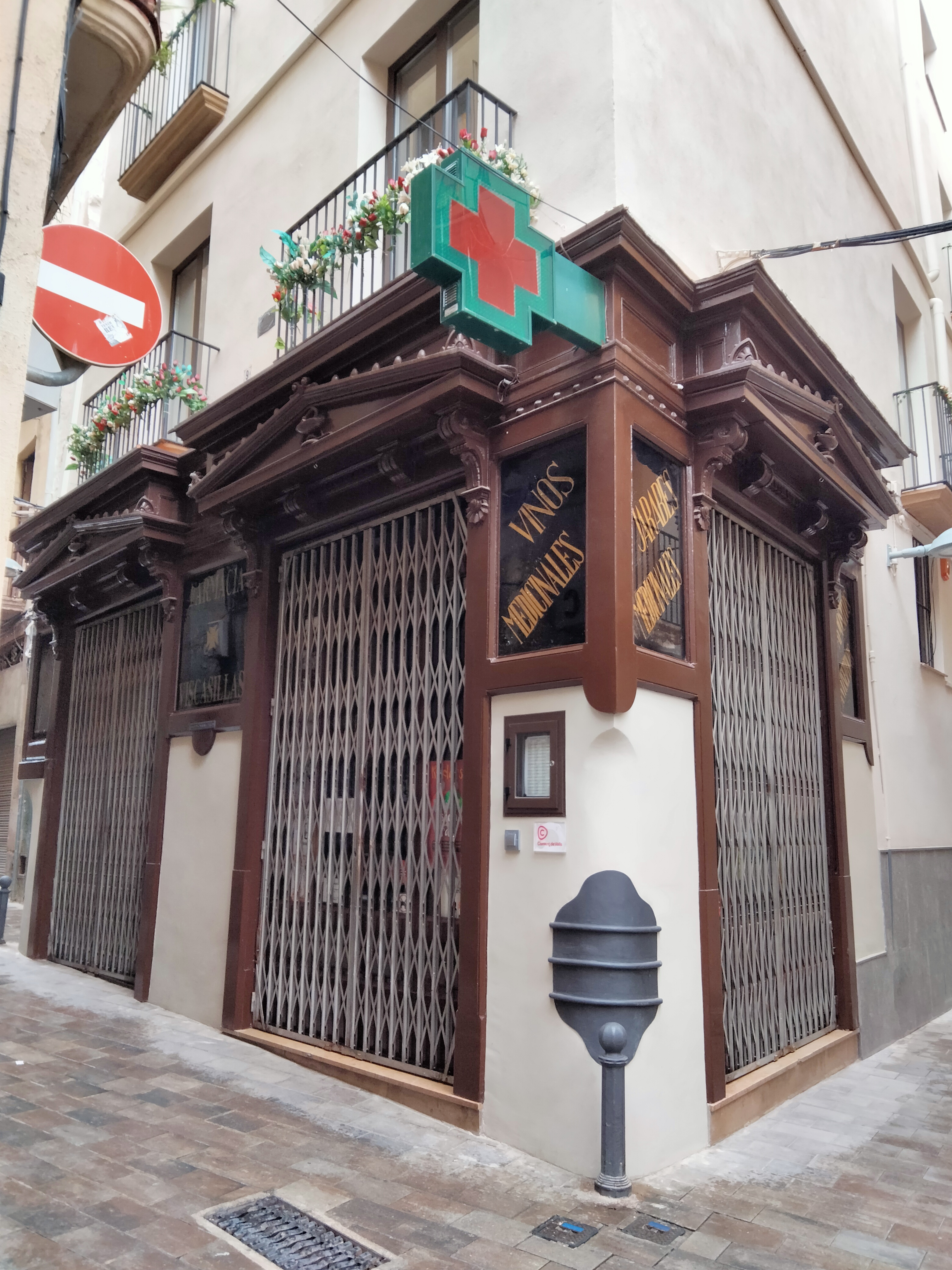
L'edifici de la farmàcia

En la farmàcia crida poderosament l'antenció tot el treball de fusteria existent. Hi ha frontis, llindes i cornises petites que estan resoltes amb fusta de l'època, que floreix per tots costats.
També fem menció a la peça de ferro que hi ha al mateix vèrtex, és a dir, a la part inferior. Es tracta d'una cantonera de protecció segurament.
Aquest element arquitectònic correspon a les acaballes del segle xix.
L'edifici podria conservar algun element medieval, tal com indica la presència d'un arc gòtic a la paret mitgera amb la següent casa del carrer de la Peixateria.